# Wmii
WMII qui veut dire Window Manager Improved 2 est un gestionnaire de fenêtres libre pour X Window System, distribué selon les termes de la licence MIT.
Sa philosophie se concentre sur le fait d'être le plus léger possible : le but des développeurs est de ne pas dépasser les 10 000 lignes de code, en faisant un WindowManager idéal pour LiveCD d'installation linux.
Son fonctionnement est hérité de ratpoison, avec un souci de plus grande souplesse.

## Pilotage au clavier
L'un de ces principes de fonctionnement est son opposition au WIMP. WMII peut être entièrement piloté au clavier, l'usage de la souris, dans le fonctionnement du gestionnaire de fenêtres lui-même, peut être strictement réservé aux opérations de copier/coller, voire être aboli.
Avec WMII, il n'y a pas non plus d'icônes : chaque application est appelée depuis une barre de lancement. Celle-ci est activée par une combinaison de touches (alt+p, par défaut) et il suffit alors de taper une partie du nom de l'application qu'on veut lancer.

## Les vues
Contrairement à la plupart des autres gestionnaires de fenêtres, WMII ne propose pas des bureaux mais des vues. Au démarrage, une seule vue existe. En lançant des applications, on peut leur assigner une vue propre en lui donnant un nom (tag). Il est possible d'apposer plusieurs tags à la même fenêtre, de sorte qu'elle apparaîtra dans les différentes vues.

## Les modes de vue
Une autre caractéristique de WMII est la maximisation des fenêtres. Par défaut, les fenêtres ne se chevauchent jamais, mais sont ordonnées de manière que chacune occupe le maximum de place disponible. Tout est fait pour minimiser la place occupée par le gestionnaire de fenêtres. Ainsi lorsqu'on ne place qu'une application dans une vue, il s'agit quasiment d'un plein-écran.
Lorsque plusieurs fenêtres se trouvent dans la même vue, il est possible de choisir entre quatre modes de disposition :
- default : les fenêtres sont disposées de manière que chacune ait le maximum d'espace. On peut toutefois les redimensionner pour fixer soi-même cette répartition.
- maximum : la fenêtre active occupe tout l'espace disponible.
- stack : la fenêtre active occupe tout l'espace disponible, à l'exception d'un espace réservé aux barres de titre des autres fenêtres.
- float : les fenêtres peuvent se chevaucher. Ce mode est présent dans un souci de compatibilité avec les applications prévues pour avoir plusieurs fenêtres flottantes.

## Le pseudo système de fichiers
Tout le gestionnaire de fenêtres peut être contrôlé à partir d'un pseudo système de fichiers. On peut accéder à celui-ci soit en utilisant l'application wmiir fournie avec WMII, soit en le montant directement (à condition d'être sur un système Plan9 ou d'avoir un système d'exploitation qui reconnaît les systèmes de fichiers plan9).
L'intérêt de cette méthode est de permettre de facilement interagir sur le gestionnaire de fichiers par l'intermédiaire de scripts.

## Les actions
En plus du menu de lancement d'applications cité précédemment (alt+p), WMII possède un menu actions (alt+a, par défaut). Toute application exécutable présente dans le dossier de configuration de WMII peut être lancée depuis ce menu, ce qui permet de facilement ajouter des fonctionnalités au gestionnaire de fenêtres, quel que soit le langage utilisé.